# Andreas Janiotis
Andreas Janiotis (gr. Ανδρέας Γιαννιώτης; ur. 18 grudnia 1992 w Seresie) – grecki piłkarz grający na pozycji bramkarza w Olympiakosie.

## Kariera klubowa
Treningi piłki nożnej rozpoczynał w Iraklisie, z którego trafił do Apollonu Kalamaria, gdzie grał do osiemnastego roku życia. Następnie grał w klubach amatorskich, po czym w 2011 roku przeszedł do Ethnikosu Gazoros, w barwach którego po raz pierwszy zagrał w dorosłej piłce. W czerwcu 2012 przeszedł do Olympiakosu. W styczniu 2014 został wypożyczony do APO Fostiras, a w sierpniu 2014 na rok do PAS Janina, jednakże wypożyczenie zakończyło się w styczniu 2015. W sierpniu 2015 został wypożyczony do Panioniosu. W czerwcu 2017 wrócił do Olympiakosu, a we wrześniu 2017 podpisał dwuletni kontrakt z Atromitosem. W maju 2018 wrócił do Olympiakosu.

## Kariera reprezentacyjna
Młodzieżowy reprezentant Grecji w kadrze U-21. W dorosłej reprezentacji zadebiutował 27 marca 2018 w wygranym 1:0 meczu z Egiptem.